# Día de Asturias
El Día de Asturias es la jornada festiva de la comunidad autónoma española del Principado de Asturias. Se celebra el día 8 de septiembre. Se celebra la festividad de la Virgen de Covadonga, patrona de Asturias.
La fiesta, establecida por la Ley 5/1984, de 28 de junio, se celebra institucionalmente cada año en la localidad que determine el Consejo de Gobierno del Principado de Asturias.

## Historia
En 1980, el Consejo Regional de Asturias decretó que el Día de Asturias se celebraría el 8 de septiembre (Boletín Oficial del Consejo Regional de Asturias, n.º 11, publicado el 24 de noviembre de 1980). Los primeros actos se realizaron en Cangas de Onís, ese mismo año. En 1981 y 1982, le tocaría el turno a Gijón y Avilés, respectivamente. Al mismo tiempo, el decreto iniciaba un procedimiento de declaración oficial de festividad.
El contexto político entonces pasaba por la elaboración del Estatuto de Autonomía del Principado de Asturias. Sería después de su aprobación en Cortes Generales, en 1983, cuando el día de Asturias queda declarado efectivamente como festivo en el calendario laboral (BOPA n.º 27, 3 de febrero de 1983 y también el BOPA n.º 297, 28 de diciembre de 1983).
La declaración del día de Asturias y su organización en estos años iniciales no gozó de unanimidad: la elección de los lugares de celebración y su coincidencia con la festividad dedicada a la Virgen de Covadonga, propició la presentación en octubre de 1983 de una iniciativa del Grupo Parlamentario Popular para cambiar la fecha de conmemoración del «Día de Asturias».
Como resultado de esta iniciativa, el 20 de noviembre de 1983 la Junta General acordó «constituir una Comisión Parlamentaria Especial para tratar con carácter general del Día de Asturias». La oficialización definitiva del festivo se produjo con la aprobación de la Ley 5/1984, de 28 de junio, por la que se instituye el «Día de Asturias». El procedimiento de elaboración fue el de una proposición de ley solicitada por todos los grupos parlamentarios, tomando como punto de partida el borrador realizado por la comisión parlamentaria. El texto inicial estuvo sujeto a enmiendas, y la ponencia para informarlo redactó un texto alternativo; su debate y votación por parte del pleno de la Junta General el 25 de junio de 1984 dio lugar a la definitiva aprobación de la ley (Boletín Oficial de la Junta General n.º 48, 27 de junio de 1984).
La ley de honores y distinciones del Principado de Asturias, promulgada en 1986, creó la figura de la medalla de Asturias y, asimismo, canalizó la concesión de dos títulos honoríficos (concretamente, hijo adoptivo y predilecto de Asturias). Desde entonces, ha sido habitual utilizar los días previos al 8 de septiembre para homenajear a los galardonados, coincidiendo así con la fiesta regional asturiana.

## Localidades de celebración del Día de Asturias
- 1980. Cangas de Onís
- 1981. Gijón
- 1982. Avilés
- 1983. Vegadeo
- 1984. Arriondas
- 1985-1986. Mieres
- 1987. Corvera
- 1988-1993. La Morgal (Llanera)
- 1994. Cangas de Onís
- 1995. Nava y Oviedo
- 1996-1999. La Morgal (Llanera)
- 2000. Trevías (Valdés)
- 2001. Gijón
- 2002. Oviedo
- 2003. Avilés
- 2004. Mieres
- 2005. Pravia
- 2006. Nava
- 2007. Navia
- 2008. San Martín del Rey Aurelio
- 2009. Cudillero
- 2010. Ribadesella
- 2011. Área recreativa Entrambasaguas (Amieva)
- 2012. Tineo
- 2013. Villaviciosa
- 2014. Candás
- 2015. Colunga
- 2016. Taramundi
- 2017. Llanera
- 2018. Campo  de Caso
- 2019. Cabrales
- 2020. Suspendido por el Covid-19
- 2021. Limitado por el Covid-19
- 2022. Corvera
- 2023. Laviana
- 2024. Santa Eulalia de Oscos, San Martín de Oscos y Villanueva de Oscos